# 마고 스티븐슨

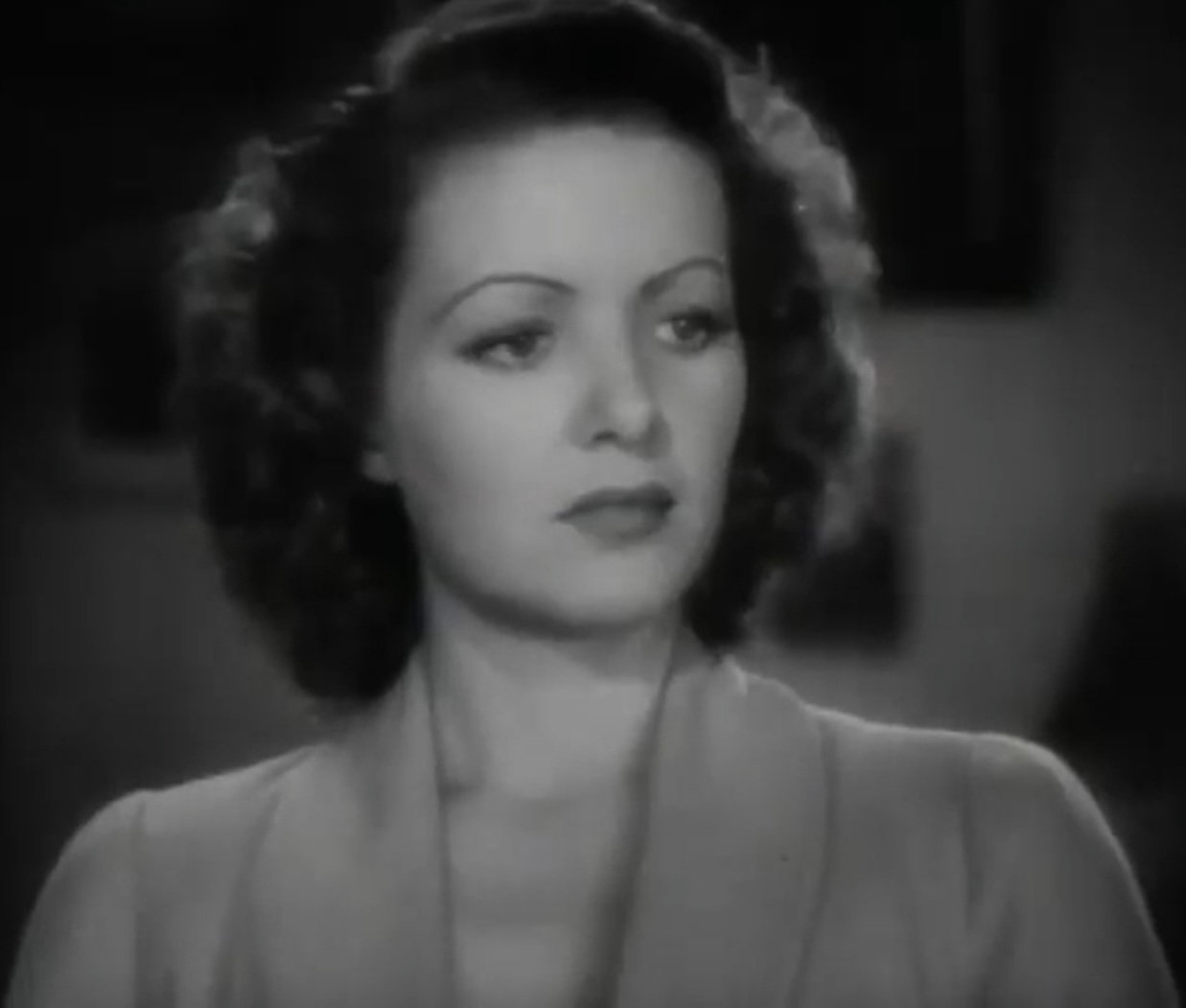

마고 스티븐슨(영어: Margot Stevenson, 1912년 2월 8일 ~ 2011년 1월 2일)은 미국의 배우이다. 1938년 라디오 드라마 《더 섀도》에서 오슨 웰스의 상대역인 마고 레인 역으로 나왔다.
본명은 마거릿 헬렌 스티븐슨(Margaret Helen Stevenson)이다. 뉴욕 맨해튼에서 나고 죽었다. 사인은 질병이다.

## 영화
- 고잉 인 스타일 (1979년)
- 캐슬 온 더 허드슨 (1940년)